# Cuora mccordi
La tartaruga scatola di McCord (Cuora mccordi Ernst, 1988) è una rarissima specie di tartaruga della famiglia dei Geoemididi.

## Descrizione
Maschi e femmine raggiungono rispettivamente 140 e 170 mm di lunghezza del carapace. Quest'ultimo è ovale e bombato e presenta, negli individui immaturi, una carena vertebrale. La colorazione di fondo è bruno-rossiccia o marrone, con macchie e venature nerastre sugli scuti e tra le suture. Il piastrone ha una colorazione di base giallo-crema con un esteso disegno centrale nero che copre il 90-95% della superficie. La testa (così come le altre parti molli) è gialla, con una banda giallo scuro-arancio finemente bordata di nero che si estende dall'apice del muso alla regione parietale; l'iride è gialla e la pupilla è attraversata da una barrata nera orizzontale.

## Distribuzione e habitat
La distribuzione della testuggine scatola di McCord è, ad oggi, ancora imprecisata. Gli unici esemplari conosciuti provenivano da mercati locali nella provincia cinese di Guangxi e da diverse «turtle farm». Ricerche di campo sembrano confermare che la specie sia originaria della suddetta provincia, sebbene non siano ancora stati rinvenuti esemplari in natura. L'habitat è rappresentato da remote foreste collinari (boschi di latifoglie misti a bambuseti e arbusteti), ricche di ruscelli e pozze.

## Biologia
Le poche informazioni sulla biologia sono ricavate dai racconti dei cacciatori locali e degli allevatori. C. mccordi è considerata una specie diurna e semi-acquatica, attiva in particolare dopo le piogge, momento in cui riesce a cacciare lombrichi e altri invertebrati sulla lettiera. La deposizione avviene tra aprile e maggio, mentre i mesi freddi invernali sono trascorsi, presumibilmente, in ibernazione.

## Conservazione
La situazione delle popolazioni naturali, se ancora presenti, è totalmente sconosciuta. Si assume comunque che siano in forte declino, data la rarità di questo endemismo cinese e le minacce alle quali è sottoposto il suo habitat (deforestazione, inquinamento, frammentazione). Si stima che gli individui allevati in cattività siano globalmente circa 350, compresi i possibili ibridi con altre specie congeneri. La gestione di questa specie passa inevitabilmente attraverso la conservazione ex situ e l'istituzione di aree protette nelle regioni dove è ipotizzata la sua presenza.